# Pauvre Pierrot

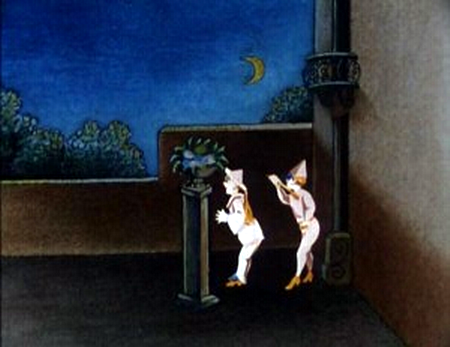
Una scena della pantomima luminosa

Pauvre Pierrot è una pantomima luminosa francese del 1891 diretta da Charles-Émile Reynaud e proiettata per la prima volta il 28 ottobre 1892 al museo Grévin di Parigi all'interno del programma delle pantomime luminose. Consiste di 500 immagini dipinte individualmente a mano su lastre di vetro per la durata complessiva di 4 minuti di proiezione.

## Trama
Arlecchino scavalca il muretto di una casa ed entra nel cortile. Qui si affaccia Colombina che Arlecchino inizia a corteggiare. Suona il campanello, Arlecchino si nasconde dietro una colonna, Colombina va ad aprire ed entra in scena Pierrot con un mandolino. Colombina lo ignora e rientra a casa. Pierrot piange, beve da una bottiglia e inizia a suonare una serenata. Pierrot viene interrotto da un colpo di Arlecchino, poi riprende, canta per intero la sua serenata, ma alla fine viene scacciato dai colpi di Arlecchino che se la ride mentre va incontro a Colombina.

## Storia
Pauvre Pierrot è uno dei primi cortometraggi animati mai prodotti, realizzato per il teatro ottico di Charles-Émile Reynaud, una evoluzione del suo prassinoscopio, sviluppato dal precedente zootropio.
Assieme a Un bon bock e Le Clown et ses chiens, Pauvre Pierrot venne proiettato per la prima volta nell'ottobre 1892 al museo Grévin di Parigi, quando Emile Reynaud presenta il suo teatro ottico. Le tre rappresentazioni vennero presentate come "pantomime luminose" (pantomimes lumineuses, in francese), e furono le prime animazioni proiettate pubblicamente ad un pubblico pagante e il primo uso di una sorta di "film" perforato. Reynaud si occupò di manovrare personalmente il teatro ottico durante tutta la manifestazione.
La proiezione veniva accompagnata da effetti sonori e da una colonna sonora personalmente composta ed eseguita dal musicista Gaston Paulin al piano e Sophie Nicolle alla voce.
Pauvre Pierrot è una delle sole due pantomime luminose sopravvissute, essendo le altre tre state gettate nella Senna dallo stesso Reynaud in un momento di sconforto.